# تیری لیاگره
تیری لیاگره (انگلیسی: Thierry Liagre؛ ۱۵ ژوئن ۱۹۵۱ – ۱۷ اوت ۲۰۲۱) بازیگر اهل فرانسه بود.
از فیلم‌هایی که وی در آن نقش داشته‌است، می‌توان به معجون زمان، رودخانه‌های سرخ ۲: فرشتگان آخرالزمان و سوپ کلم اشاره کرد.